# بتا چلپاسه
بتا چلپاسه یک ستاره است که در صورت فلکی چلپاسه قرار دارد.